# San Gemolo
San Gemolo è venerato come santo e martire dalla Chiesa cattolica che ne celebra la memoria il 4 febbraio.

## Agiografia

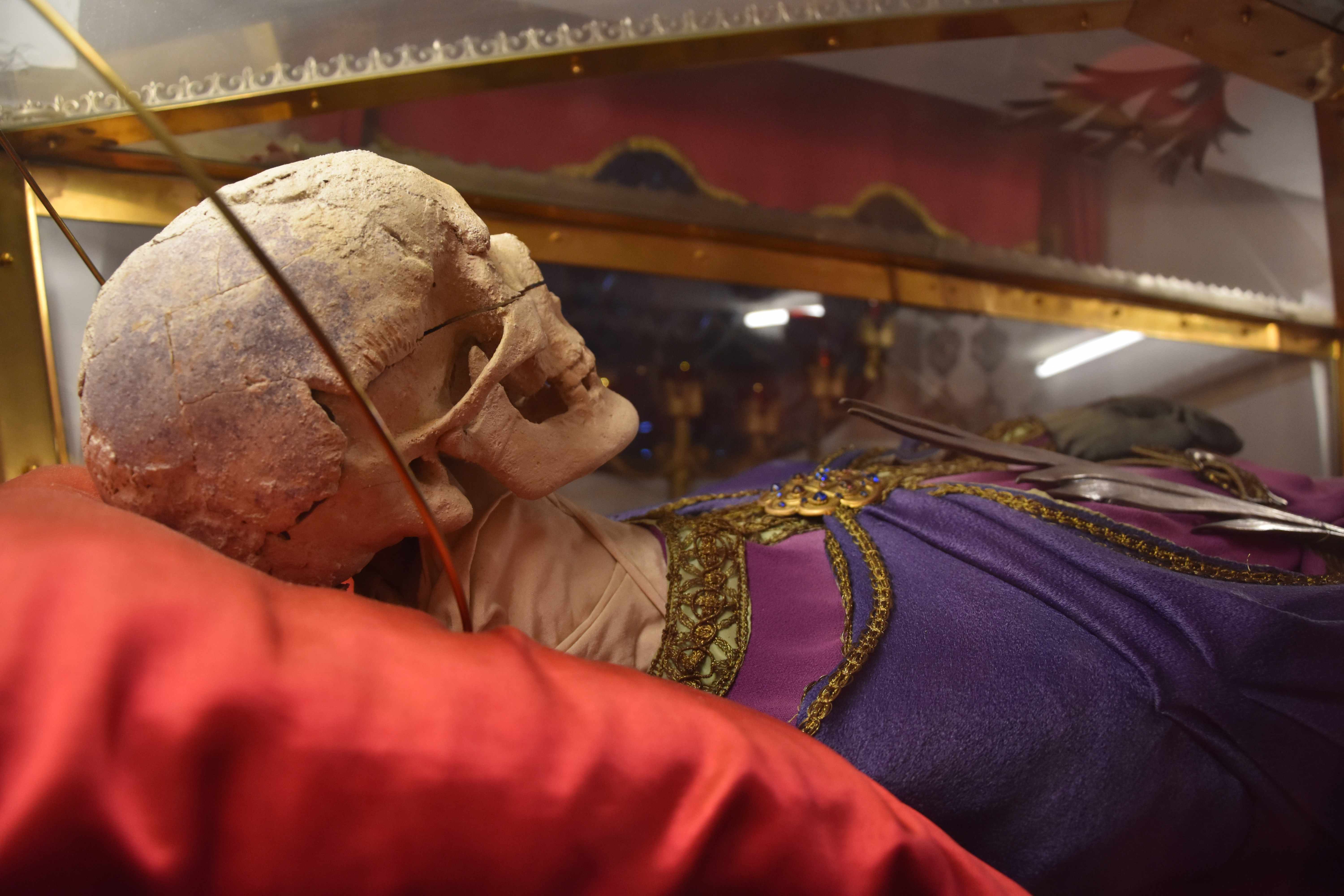
I resti attribuiti a Gemolo conservati nella Badia di Ganna

Scarsissime e talvolta contraddittorie le notizie storiche a suo riguardo. Si conoscono solo due fonti documentali: il Liber Notitiae Sanctorum Mediolani, un codice manoscritto del XIII secolo, attribuito a Goffredo da Bussero e conservato nell'archivio arcivescovile di Milano; ed una passio custodita nell'archivio della Badia di Ganna, in provincia di Varese, e nota come Manoscritto dei Nati I. Quest'ultima è una trascrizione fatta nel corso del Seicento di una pergamena molto più antica andata perduta, che il trascrittore (Bernardino Aymetto) considerava di poco posteriore ai fatti narrati.
Entrambi i documenti raccontano di come, intorno all'anno Mille, una comitiva di pellegrini d'oltralpe diretta a Roma si trovò a transitare per la Valle di Marchirolo, nella plebe di Arcisate, nella diocesi di Milano. Era composta da un vescovo, non meglio identificato, da suo nipote Gemolo, da un compagno di quest'ultimo di nome Imerio e dal loro seguito. Accampatisi per la notte, furono rapinati del cavallo del vescovo e di alcune suppellettili da parte di alcuni briganti di Uboldo guidati da un capo conosciuto come "il Rosso". Accortisi del furto, Gemolo ed Imerio partirono al loro inseguimento e li raggiunsero presso una sorgente poco distante. Gemolo chiese la restituzione del bottino in nome dell'amore di Dio e dei Santi Apostoli Pietro e Paolo, ma i malviventi risposero con un rifiuto, provocando anzi i due compagni ad accettare la morte per quello stesso amore. Gemolo rispose affermativamente e il Rosso lo decapitò, mentre i suoi compagni assalirono Imerio ferendolo a morte. Quest'ultimo riuscì a scappare, morendo però dissanguato sul sagrato della chiesa di San Michele della castellanza di Bosto, poi divenuta periferia di Varese. Entrambe le fonti proseguono la narrazione raccontando di come Gemolo, subìta la decapitazione, raccolse miracolosamente la propria testa, rimontò a cavallo e raggiunse il proprio zio vescovo sull'altura presso Monte Donego (Mondonico), dove finalmente morì. Lo zio lo seppellì in quel luogo e successivamente fece erigere sulla tomba una piccola chiesa dedicata a San Michele, patrono dei Longobardi e custode dei cimiteri.

## Culto
Nel 1095, come testimonia una bolla dell'arcivescovo di Milano Arnolfo III, tre sacerdoti milanesi, Atto, Arderico ed Ingizio, si stabilirono presso la piccola chiesa dando origine al primo nucleo del cenobio benedettino che porterà, nell'XI secolo all'erezione della Badia di San Gemolo a Ganna dedicata al santo e consacrata nel 1160 dall'arcivescovo Uberto da Pirovano.
Nei secoli successivi il monastero benedettino, di stampo cluniacense, ebbe notevole fortuna arrivando ad estendere il proprio dominio spirituale e temporale su gran parte della provincia di Varese e del Canton Ticino. Nel corso del XII secolo rientrò sotto l'influenza della più potente Abbazia di Fruttuaria di San Benigno Canavese. La decadenza cominciò alla fine del Quattrocento quando l'Abbazia divenne Commenda e si concluse nel 1556 quando i monaci furono allontanati, i beni ceduti all'Ospedale Maggiore di Milano e la cura pastorale affidata al clero diocesano.
Il culto per San Gemolo s'inverò altresì nell'uso di recarsi alla fonte presso la quale era avvenuto il martirio per raccogliere, come reliquie, i cosiddetti "sassi rossi": si tratta di piccoli frammenti di porfido che una microscopica alga rossa rende di un colore ancora più acceso, che la tradizione popolare identificava come gocce del sangue del martire. La posizione scomoda di questa sorgente spinse i monaci a costruire, nel XIV secolo, un oratorio a poca distanza dalla strada. Durante i lavori di costruzione si aprì tra le fondamenta una nuova sorgente, fatto che fu letto come miracoloso, tanto che questa nuova cappella divenne meta di pellegrinaggi soprattutto per impetrare il dono della pioggia. La devozione assunse, nel corso del Seicento e Settecento, contorni molto ampi e vi sono documentazioni di processioni da tutta la Lombardia e dal Piemonte per raccogliere le "acque di San Gemolo" da spargere successivamente sui campi per propiziare precipitazioni.
Col tempo il culto del santo si è sempre più ristretto al territorio circostante la Badia di Ganna, dove riposano le reliquie che nel 1941 una commissione storico-scientifica nominata dal card. Ildefonso Schuster confermò autentiche.

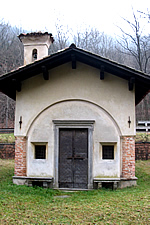
Cappella di San Gemolo
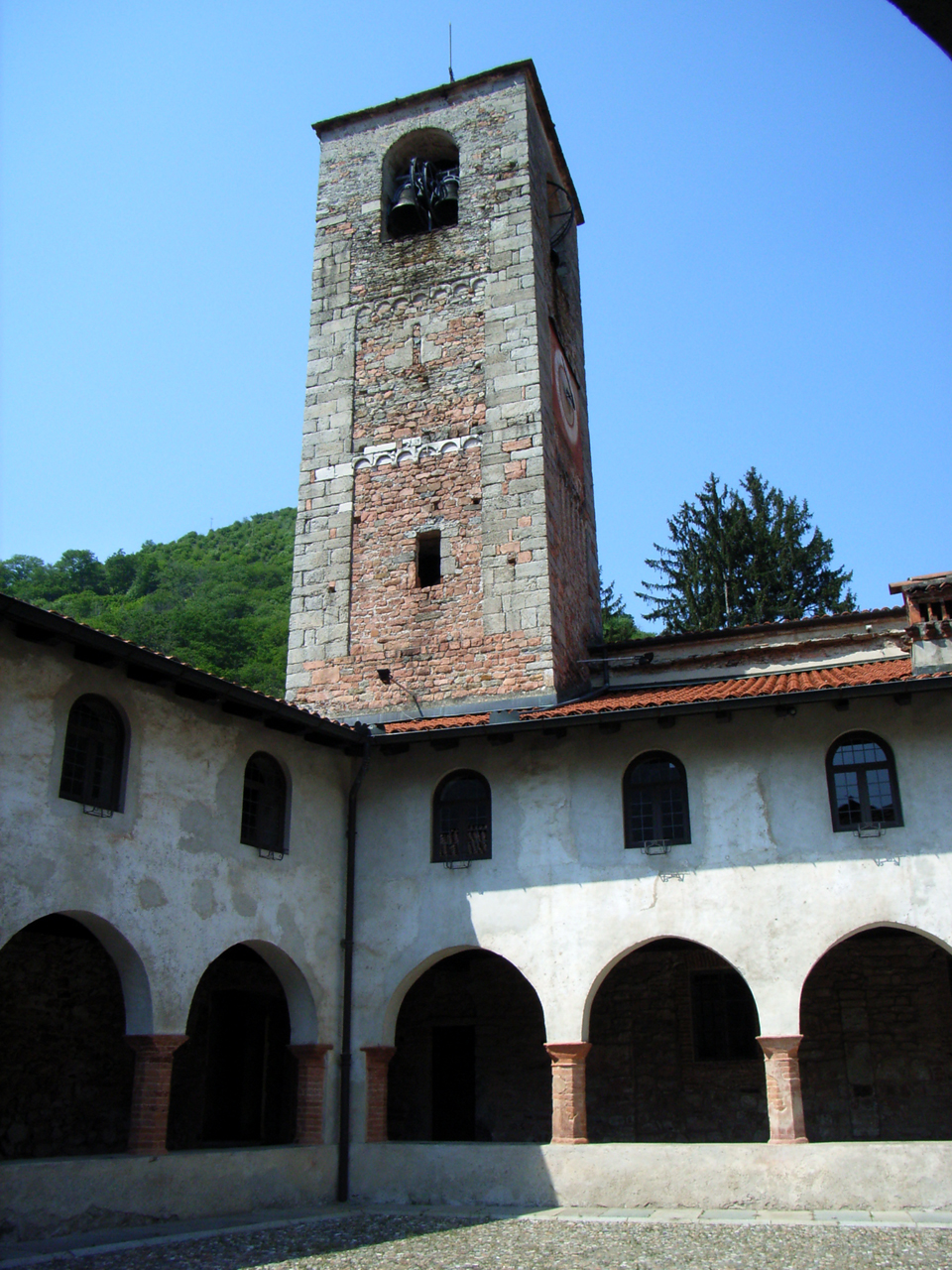
Il campanile della Badia di Ganna dedicata a San Gemolo
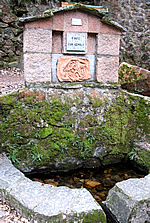
La fonte presso la quale è avvenuto il martirio

## Nella cultura di massa
Alla vicenda di san Gemolo è ispirato il brano Gira la testa, scritto e composto nel 2011 dal cantautore Angelo Branduardi insieme a Pasquale Panella, incluso nell'album Così è se mi pare.